# El cor de la ciutat
El cor de la ciutat (en français : Le Cœur de la ville) est une série télévisée diffusée de 2000 à 2009 sur TV3.

## Synopsis
La série suit au jour le jour des familles de Barcelone, d'abord dans le quartier de Sant Andreu de Palomar, puis dans celui de Sants. Il s'agit de familles de la classe moyenne ou plus modestes, avec une cinquantaine de personnages principaux.
La série commence à la sortie de prison de Clara Bosch, pour trafic de drogues. Elle souhaite rattraper le temps perdu avec sa fille Núria. Les Peris tiennent un bar, et ont deux enfants. Leur fille Laura découvre qu'elle est séropositive. Clara commence à sortir avec un plombier, Quim Noguera, et ils se marient. Ils adoptent le fils d'un amie décédée, Max, qui accepte peu à peu son homosexualité. David, le fils des Peris, sort avec Marta, la fille de la chauffeuse de taxi.

## Familles
- Famille Peris
- Famille Bosch-Vidal-Balaguer
- Famille Miralles-Vendrell
- Famille Borràs-Crespo
- Famille Esteva-Navarro
- Famille Fabra-Molins
- Famille Pardo-Vilches
- Famille Ferrero
- Famille Martínez
- Famille Ripoll
- Famille Llorens
- Famille Benjumea
- Famille Galiana-Gutiérrez

## Distribution principale
- Carlota Olcina : Núria Vidal (69 épisodes, 2000-2009)
- Maria Molins : Isabeleta (48 épisodes, 2001-2009)
- Àlex Casanovas
- Amparo Moreno
- Nausicaa Bonnín
- Quim Gutiérrez
- Marc Clotet
- Montserrat Carulla
- La comédienne Itziar Castro (1977-2023), y a fait ses débuts[4], ainsi que les acteurs Oriol Pla[5] et Daniel Grao[6].